# Lucilia salazarae
Lucilia salazarae este o specie de muște din genul Lucilia, familia Calliphoridae, descrisă de Hiromu Kurahashi în anul 1979.
Este endemică în Filipine. Conform Catalogue of Life specia Lucilia salazarae nu are subspecii cunoscute.